# كأس الدنمارك 2017
كأس الدنمارك 2017 هو الموسم 63 من كأس الدنمارك ‏. أقيم خلال الفترة 1 أبريل 2017 وحتى 26 أغسطس 2017، وأشرف على تنظيمه اتحاد جزر فارو لكرة القدم، وكان عدد الأندية المشاركة فيه 16، وفاز فيه نادي رونافيك.